# Вулиця 22-го січня (Дрогобич)
Вулиця 22-го січня — одна з вулиць Дрогобича.

## Назва
У своєму інтерв'ю вулицю 22-го січня Альфред Шраєр назвав «вулицею трьох дат»:
|                                                     | «Ви знаєте скільки разів за мого життя тутешні вулиці змінювали свої назви? Є така одна вулиця, яку я називаю вулицею трьох дат. За Польщі вона називалась 11 листопада, за совітів — 17 вересня, бо вони тоді ввійшли на територію тодішньої Польщі, а при українцях ця вулиця називається 22 січня, Дня Соборності» |
| — Альфред Шраєр, «Gra Alfred Schreyer z Drohobycza» | |

## Розташування
Вулиця 22-го січня починається на перетині вулиць Володимира Великого, Вячеслава Чорновола та Петра Сагайдачного, і тягнеться, паралельно вулиці Пилипа Орлика, до Дрогобицького міського цвинтаря по вулиці Пилипа Орлика та за межі міста, до початку Старого Села.
До вулиці 22-го січня прилягають вулиці: Прорізна, Северина Наливайка, Залужанська.

## Об'єкти вулиці 22-го січня
- № 28 — Дрогобицький центр культури та мистецтв «Каменяр»
- № 28 — Центр надання адміністративних послуг Дрогобицької РДА
- № 37 — Дрогобицька районна державна адміністрація
- № 41 — Управління праці та соціального захисту населення Дрогобицької районної державної адміністрації
- № 43 — Дрогобицький відділ державної виконавчої служби у Дрогобицькому районі Львівської області Західного міжрегіонального управління Міністерства юстиції

## Пам'ятники та меморіальні дошки
- Меморіал «Поле Скорботи» — місце поховання останків 486 закатованих осіб радянською репресивно-каральною системою, учасників українського визвольного руху та новітніх захисників України.
- буд. № 37 — «Колона Свободи»[2]
- буд. № 55 — меморіальна дошка на честь Фелікса Ляховича, який мешкав і працював в цьому будинку (художньо-меморіальна дошка, 1991, мармур).